# Selemadeg Timur
Selemadeg Timur (Ost-Selemadeg) ist ein Distrikt (Kecamatan) im Westen des Regierungsbezirks (Kabupaten) Tabanan der indonesischen Provinz Bali. Er grenzt im Norden/Nordwesten an den Kecamantan Selemadeg, im Nordosten an Penebel, im Südosten an Kerambitan. Im Süden/Südwesten bildet auf etwa vier Kilometer Länge die Balisee eine natürliche Grenze. Der Kecamatan gliedert sich in zehn Dörfer (Desa) und weiterhin in 71 Banjar Dinas, 32 Desa Adat sowie 82 Banjar Adat.

## Verwaltungsgliederung
| Kode          | Dorf                    | Fläche (km²) Ende 2021 | Einwohner Census 2010 | Einwohner Census 2020 | Einwohner Ende 2021 | Dichte Einw. pro km² |
| ------------- | ----------------------- | ---------------------- | --------------------- | --------------------- | ------------------- | -------------------- |
| 51.02.02.2001 | Gunung Salak            | 6,93                   | 1.378                 | 1.618                 | 1.673               | 241,41               |
| 51.02.02.2002 | Gadungan                | 9,24                   | 2.786                 | 3.176                 | 3.154               | 341,34               |
| 51.02.02.2003 | Bantas                  | 3,31                   | 3.210                 | 3.234                 | 3.229               | 975,53               |
| 51.02.02.2004 | Mambang                 | 7,44                   | 2.879                 | 3.317                 | 3.386               | 455,11               |
| 51.02.02.2005 | Megati                  | 9,22                   | 2.593                 | 2.958                 | 2.951               | 320,06               |
| 51.02.02.2006 | Tangguntiti             | 5,26                   | 2.070                 | 2.313                 | 2.331               | 443,16               |
| 51.02.02.2007 | Beraban                 | 3,25                   | 1.319                 | 1.594                 | 1.619               | 498,16               |
| 51.02.02.2008 | Tegal Mengkeb           | 6,15                   | 2.185                 | 2.615                 | 2.667               | 433,66               |
| 51.02.02.2009 | Dalang                  | 9,50                   | 1.724                 | 1.960                 | 2.087               | 219,68               |
| 51.02.02.2010 | Gadungsari              | 3,12                   | 1.010                 | 1.041                 | 1.108               | 355,13               |
| 51.02.02      | Kec. Selemadeg Timur000 | 63,42                  | 21.154                | 23.826                | 24.205              | 381,66               |
Ergebnisse aus Zählung bzw. Fortschreibung

## Bevölkerung

### Bevölkerungsentwicklung der letzten drei Halbjahre
| Datum      | Fläche (km²) | Einwohner | männlich | weiblich | Dichte (Einw./km²) | Sex Ratio (m*100/w) |
| ---------- | ------------ | --------- | -------- | -------- | ------------------ | ------------------- |
| 31.12.2020 | 63,42        | 24.122    | 11.966   | 12.156   | 380,4              | 98,4                |
| 30.06.2021 | 63,42        | 24.013    | 11.927   | 12.086   | 378,6              | 98,7                |
| 31.12.2021 | 63,00        | 24.205    | 11.983   | 12.222   | 384,2              | 98,0                |
Fortschreibungsergebnisse